# Bloodrock 2
Bloodrock 2 — второй студийный альбом американской хеви-метал-группы Bloodrock, вышедший 19 октября 1970 года.
Bloodrock 2 — наиболее успешный альбом в дискографии группы. Он достиг 21-го места в чарте Billboard и получил «золотой» статус 3 января 1990 года.
Во многом успеху альбома также способствовал успех сингла «D.O.A.», который занял 36-е место в Billboard Hot 100. Это единственный сингл Bloodrock, попавший в чарт.
Для записи альбома был приглашен ударник Рик Кобб, чтобы Джим Ратледж мог целиком сосредоточиться на вокале.
Американская хеви-метал-группа Manilla Road записала кавер-версию «D.O.A.» для своего альбома Court of Chaos, выпущенного в 1990 году.

## Список композиций
Песни написаны Джимом Ратледжом, Ли Пикенсом, Ником Тейлором, Стиви Хиллом, Эдом Гранди, Риком Коббом, если не указано иное.
| №                   | Название               | Автор(ы)              | Длительность |
| ------------------- | ---------------------- | --------------------- | ------------ |
| 1.                  | «Lucky in the Morning» | Джон Нитзингер        | 5:46         |
| 2.                  | «Cheater»              |                       | 6:48         |
| 3.                  | «Sable and Pearl»      | Нитзингер             | 4:56         |
| 4.                  | «Fallin’»              |                       | 4:03         |
| 5.                  | «Children’s Heritage»  | Нитзингер             | 3:33         |
| 6.                  | «Dier not a Lover»     | Пикенс, Хилл, Гамметт | 4:08         |
| 7.                  | «D.O.A.»               |                       | 8:26         |
| 8.                  | «Fancy Space Odyssey»  | Нитзингер             | 5:10         |
| Общая длительность: | Общая длительность:    | Общая длительность:   | 43:00        |

## Участники записи
- Джим Ратледж — вокал
- Ли Пикенс — соло-гитара
- Ник Тейлор — ритм-гитара, бэк-вокал
- Стиви Хилл — клавишные, бэк-вокал
- Эд Гранди — бас-гитара, бэк-вокал
- Рик Кобб — ударные
- Терри Найт — продюсер

## Позиция в чартах
Сингл
| Год  | Страна | Название | Хит-парад         | Позиция |
| ---- | ------ | -------- | ----------------- | ------- |
| 1971 | США    | «D.O.A.» | Billboard Hot 100 | 36      |

Альбом
| Год  | Страна | Хит-парад          | Позиция | Сертификации |
| ---- | ------ | ------------------ | ------- | ------------ |
| 1971 | США    | Billboard Top LP’s | 21      | Золотой      |